# シェルビー・ロジャース
シェルビー・ロジャース（Shelby Rogers, 1992年10月13日 - ）は、アメリカ・サウスカロライナ州マウントプレザント出身の女子プロテニス選手。現時点では、まだWTAツアーでシングルス・ダブルスともに優勝はない。自己最高ランキングはシングルス48位、ダブルス101位。身長175cm、体重70kg。右利き、バックハンド・ストロークは両手打ち。

## 来歴
6歳からテニスを始め、2009年にプロに転向する。
4大大会では2010年全米オープンで主催者推薦選手として初出場した。
2016年全仏オープンでは1回戦で第17シードのカロリナ・プリスコバ、2回戦でエレーナ・ベスニナ、3回戦で第10シードのペトラ・クビトバ、4回戦で第25シードのイリーナ＝カメリア・ベグを 6-3, 6-4 で破りベスト8に進出した。準々決勝では優勝した第4シードのガルビネ・ムグルサに 5-7, 3-6 で敗れた。
2017年全豪オープンでは1回戦で第4シードのシモナ・ハレプを 6-3, 6-1 で破る殊勲を挙げた。2017年1月30日付ランキングで自己最高のシングルス48位を記録している。
フェドカップ2017決勝のベラルーシ戦では2勝2敗で迎えた最終試合のダブルスにココ・バンダウェイとのペアで出場した。アリャクサンドラ・サスノビッチ＆アリーナ・サバレンカ組を 6-3, 7-6(3) で破りアメリカの17年ぶり優勝に貢献した。
2020年全米オープンでは、4回戦でクビトバを再び破り、ベスト8に初進出。

## WTAツアー決勝進出結果

### シングルス: 2回 (0勝2敗)
| 大会グレード                  |
| ----------------------------- |
| グランドスラム (0–0)          |
| WTAファイナルズ (0–0)         |
| プレミア・マンダトリー (0–0)  |
| プレミア5 (0-0)               |
| WTAエリート・トロフィー (0-0) |
| プレミア (0–0)                |
| インターナショナル (0–2)      |

| 結果   | No. | 決勝日        | 大会                 | サーフェス | 対戦相手                     | スコア        |
| ------ | --- | ------------- | -------------------- | ---------- | ---------------------------- | ------------- |
| 準優勝 | 1.  | 2014年7月13日 | バートガシュタイン   | クレー     | アンドレア・ペトコビッチ     | 3–6, 3–6      |
| 準優勝 | 2.  | 2016年2月21日 | リオ・デ・ジャネイロ | クレー     | フランチェスカ・スキアボーネ | 6-2, 2-6, 2-6 |

### ダブルス: 1回 (0勝1敗)
| 結果   | No. | 決勝日        | 大会   | サーフェス | パートナー           | 対戦相手                                                        | スコア           |
| ------ | --- | ------------- | ------ | ---------- | -------------------- | --------------------------------------------------------------- | ---------------- |
| 準優勝 | 1.  | 2015年4月19日 | ボゴタ | クレー     | イリーナ・ファルコニ | パウラ・クリスティナ・ゴンサルベス ベアトリス・ハダッド・マイア | 3–6, 6–3, [10–6] |

## 4大大会シングルス成績
略語の説明
| W | F | SF | QF | #R | RR | Q# | LQ | A | Z# | PO | G | S | B | NMS | P | NH |

W=優勝, F=準優勝, SF=ベスト4, QF=ベスト8, #R=#回戦敗退, RR=ラウンドロビン敗退, Q#=予選#回戦敗退, LQ=予選敗退, A=大会不参加, Z#=デビスカップ/BJKカップ地域ゾーン, PO=デビスカップ/BJKカッププレーオフ, G=オリンピック金メダル, S=オリンピック銀メダル, B=オリンピック銅メダル, NMS=マスターズシリーズから降格, P=開催延期, NH=開催なし.
| 大会           | 2010 | 2011 | 2012 | 2013 | 2014 | 2015 | 2016 | 2017 | 2018 | 2019 | 通算成績 |
| -------------- | ---- | ---- | ---- | ---- | ---- | ---- | ---- | ---- | ---- | ---- | -------- |
| 全豪オープン   | A    | A    | A    | LQ   | LQ   | 1R   | A    | 2R   | 1R   | A    | 1–3      |
| 全仏オープン   | A    | A    | A    | 2R   | 1R   | 1R   | QF   | 3R   | A    | 2R   | 8–6      |
| ウィンブルドン | A    | A    | A    | LQ   | LQ   | 1R   | 1R   | 3R   | A    | 1R   | 2–4      |
| 全米オープン   | 1R   | A    | LQ   | 1R   | 2R   | 3R   | 2R   | 3R   | A    |      | 6–6      |